# Alastaro
Alastaro (/ˈɑlɑstɑro/) là một đô thị của Phần Lan.
Vị trí ở tỉnh Nam Phần Lan thuộc vùng Tây Nam Phần Lan. Đô thị này có dân số 3.024 (2004-12-31) và diện tích 259,94 km² trong đó có 0,98 km² là diện tích mặt nước. Mật độ dân số là 11,68 người trên mỗi km².
Dân đô thị này chỉ sử dụng tiếng Phần Lan